# Аптека Михайла Лігди (Ніжин)
Аптека Михайла Лігди (1777) — одна з найдавніших будівель Ніжина, розташована за адресою вул. Московська, 6-в, пам'ятка архітектури місцевого значення, охоронний номер 10036-Чр.

## Опис пам'ятки

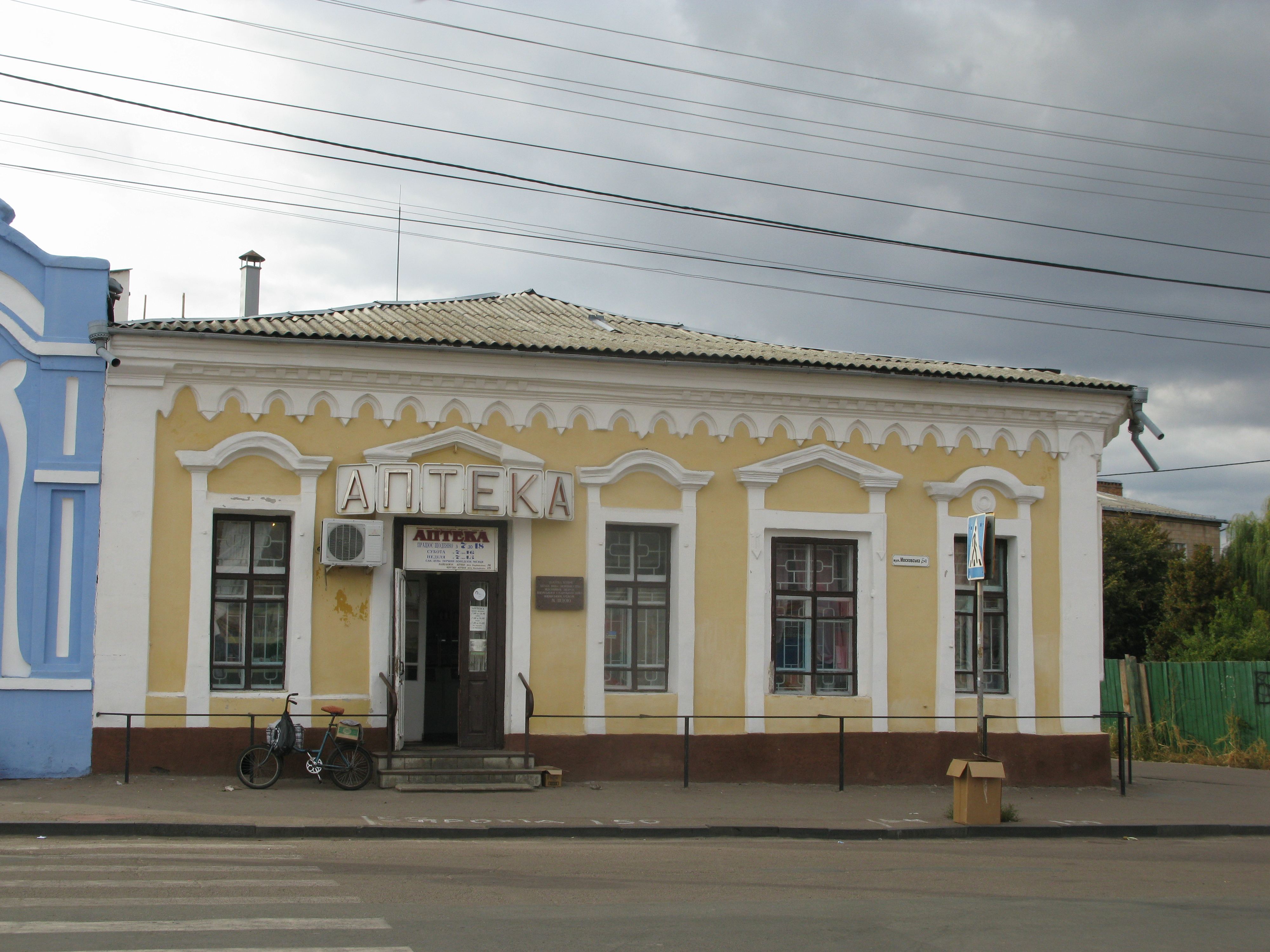
Аптека Лігди, Ніжин

Традиції функціонування аптечних закладів міста сягають 1-ї пол. XVIII ст. — ще 1740 року аптекар Я. Штурм відкрив у Ніжині й утримував власним коштом близько 2 років першу відому ніжинську аптеку. Ніжин — друге місто після Києва, на Лівобережній Україні, де було відкрито першу аптеку.
У 1777 р. аптеку відкрив відставний лікар Ізюмського гусарського полку Михайло Лігда, ніжинський грек за походженням. Вона була єдиною в Чернігівському намісництві. Для неї було збудоване спеціальне приміщення, яке збереглося до нашого часу. При аптеці був город для вирощування лікарських рослин. Тут також розводили медичних п'явок, яких доставляли в інші аптеки України та Росії.
Протягом ХІХ ст. і в подальшому її приміщення не раз змінювало власника, але його профіль зберігся і дотепер. Нині тут працює аптека-музей.
Впритул до будинку аптеки XVIII століття прибудовано двоповерховий будинок, стилізований a-la бароко, який буквально «задавив» справжній пам'ятник.